# Чалук'я Бхіма I
Чалук'я Бхіма I (*д/н — 921) — магараджа держави Східних Чалук'їв. Відомий також як Бхіма I Дронарджуна.

## Життєпис
Син Ювараджа Вікрамадітьї І. 892 року після смерті стрийка — магараджи Віджаядітьї III успадкував трон. Ймовірно на той час його батько помер. Втім владу став оскаржувати інший стрийко Юддха Малла І. Тому надав допомогу Крішна II, магараджахіраджа Держави Раштракутів, який завдав поразки Чалук'ї Бхімі I, полонивши його. Втім останній невдовзі звільнився, визнавши зверхність Раштракутів.
В подальшому у боротьбі з бунтівним Юддха Маллою І допомагав Кусумаюда I, раджі Мудугонди (представник династії з однієї з молодших гілок Чалук'я). 14 квітння 892 року провів урочисту коронацію. Через декілька років по тому військо Раштракутів на чолі з Дандена Гундая вдерлося до держави Східних Чалук'їв, дійшовши до столиці. Втім командувач Ірімартіганда в битвах біля Ніравад'япури і Перу-Вангуруграма завдав супротивникові тяжких поразок. За цим було відвойовано області Карната і Лата. Раштракутський володар Індра III змушений був визнати незалежність Східних Чалук'їв.
В наступні роки зберігав мир з сусідами. За його наказом було споруджено 2 величних храма на честь Шиви — в Бхімаварамі й Дракшарамамі. Помер 921 року. Спадкував старший син Віджаядітья IV.